# 자동적 사고
자동적 사고(自動的思考, Automatic thoughts)는 자신에 대해 부정적이고 무작위적인 생각으로, 자발적이거나 의식적인 통제 없이 발생한다. 대부분 부정적 사고를 일컫는 말이기 때문에 자동적 부정적 사고(automatic negative thoughts, ANT)라고 하기도 한다.

## 측정
자동 사고 설문지 30(ATQ 30)은 스티븐 D. 홀론과 필립 C. 켄달이 자동적 부정적 사고를 측정하기 위해 만든 과학적 설문지이다. ATQ 30은 30개의 부정적 진술로 구성되어 있으며, 참가자들은 일주일 동안 부정적 사고를 얼마나 자주 경험했는지 1~5점 척도(1=낮음-높음=5)로 표시하도록 요청받는다. 이 측정 도구는 우울증을 앓는 사람들의 사고가 부정적인 경향이 있다는 아론 T. 벡의 가설에 따라 만들어졌다. 예시 문항으로는 "나는 가치가 없다", "사람들을 실망시켰다", "시작할 수 없다", "내 미래는 암울하다" 등이 있다.

## 우울증
우울증이 자동적 부정적 사고 수준 증가와 관련이 있다는 연구 결과가 있다. 경험하는 자동적 부정적 사고의 정도는 우울증의 심각도와 관련이 있다.

## 사회 공포증
이 장애를 겪는 사람들은 사회적 상황에 대한 높은 수준의 공포와 회피를 경험한다. 현재까지 자동 사고와 사회 공포증의 연관성에 대한 연구는 많지 않다. 그러나 이안쿠와 동료들의 한 연구는 가능한 관계를 평가하려고 시도했다. 그들은 사회 공포증과 함께 발생하는 왜곡된 사고 때문에 가능한 관계를 제안했다. 그들의 연구에서 연구자들은 사회 공포증 진단을 받은 개인 집단을 선정하고, 그들에게 자동 사고 설문지를 실시했다. 연구 결과, 자동적 부정적 사고 수준이 높은 사람들은 더 많은 공포와 회피를 보이는 경향이 있었다. 또한, 측정된 자동 사고 수준은 증상의 심각도와 상관관계가 있었다.

## 자동적 부정적 사고 줄이기

### 마음챙김
마음챙김은 사람들이 현재 순간에 집중하도록 돕는 기법으로, 왜곡된 생각과 감정을 재구성하는 데 도움이 된다. 일부 연구에서는 마음챙김이 자동적 부정적 사고를 줄인다고 제안한다. 리트보와 동료들은 일련의 마음챙김 과정을 거친 대학생들이 전반적으로 자동적 부정적 사고가 감소했다고 밝혔다.

## 같이 보기
- 사회 공포증
- 우울증
- 주요 우울 장애